# Sergio Sánchez Ortega
Sergio Sánchez Ortega (Mataró, 3 aprile 1986) è un ex calciatore spagnolo, di ruolo difensore.

## Biografia
È sposato con Elisabeth Reyes, Miss Spagna 2006.

## Carriera

### Club

#### Gli inizi all'Espanyol e i prestiti
Ha fatto parte delle giovanili dell'Espanyol sin da piccolissimo. A partire dal 2003 è stato di fatti parte integrante dell'Espanyol B, seconda squadra del club spagnolo. Dal 2005 invece ha ottenuto un posto nella prima squadra, vincendo inoltre la Coppa del Re a fine stagione (4-1 ai danni del Real Zaragoza). Nel 2007 viene mandato in prestito al Real Madrid B, per la seconda parte di stagione e ancora nel 2007-2008 per una stagione intera è in forze al Racing Santander. Il 20 settembre 2008 ha poi realizzato il suo 1ºgol nella Liga nella terza di campionato, pareggiata per 1-1, contro il Getafe.

#### Siviglia e Malaga
Nell'estate 2009, il Siviglia lo acquista per 3 milioni di euro. Il 16 settembre 2009, con i biancorossi ha fatto il suo esordio in Champions League nella vittoria per 2-0 nella fase a gironi contro l'Unirea Urziceni. Alla fine della stagione vince la sua seconda e ultima Coppa del Re, anche stavolta senza prender parte alla finale. Dopo un'altra stagione con meno presenze del previsto, viene così acquistato dal Malaga, allenato da Manuel Pellegrini. Con il club andaluso disputa 4 stagioni con 84 presenze totali in campionato.

#### Panathīnaïkos e Rubin Kazan
Il 7 luglio 2015 viene annunciato dai greci del Panathīnaïkos. Il 24 agosto successivo fa il suo esordio nella vittoria per 1-2 contro il Panetolikos, subentrando al minuto 74 sul compagno di squadra Anastasios Lagos. Con il club di Atene totalizza però solo 10 gare (a causa anche alla frattura della mano durante la stagione), per poi essere a fine stagione ceduto ai russi del Rubin Kazan. Nella stagione in Russia ha chiuso con un 9º posto finale.

#### Ritorno all'Espanyol e Cadice
Il 1º settembre 2017 ritorna in prestito al suo club d'origine, l'Espanyol. Nonostante l'esperienza passata più che positiva, nei mesi del prestito non trova praticamente mai spazio se non in rare occasioni. A fine stagione rimane svincolato.
Il 21 settembre 2018 passa al Cadice, nella seconda categoria spagnola.

### Nazionale
Ha fatto la trafila tra le varie nazionali giovanili spagnole, giocando per la selezione Under 17 (con cui realizza anche un gol nelle 16 presenze) e la selezione Under 19.
Con l'Under 21 ha disputato solo 4 partite, partecipando però agli Europei di categoria nel 2009 in Svezia (è in campo nel pareggio per 1-1 contro la Germania nel girone).

## Statistiche

### Cronologia presenze e reti in nazionale
| Cronologia completa delle presenze e delle reti in nazionale ― Spagna under 21 | Cronologia completa delle presenze e delle reti in nazionale ― Spagna under 21 | Cronologia completa delle presenze e delle reti in nazionale ― Spagna under 21 | Cronologia completa delle presenze e delle reti in nazionale ― Spagna under 21 | Cronologia completa delle presenze e delle reti in nazionale ― Spagna under 21 | Cronologia completa delle presenze e delle reti in nazionale ― Spagna under 21 | Cronologia completa delle presenze e delle reti in nazionale ― Spagna under 21 | Cronologia completa delle presenze e delle reti in nazionale ― Spagna under 21 |
| Data                                                                           | Città                                                                          | In casa                                                                        | Risultato                                                                      | Ospiti                                                                         | Competizione                                                                   | Reti                                                                           | Note                                                                           |
| ------------------------------------------------------------------------------ | ------------------------------------------------------------------------------ | ------------------------------------------------------------------------------ | ------------------------------------------------------------------------------ | ------------------------------------------------------------------------------ | ------------------------------------------------------------------------------ | ------------------------------------------------------------------------------ | ------------------------------------------------------------------------------ |
| 7-2-2007                                                                       | Derby                                                                          | Inghilterra under 21                                                           | 2 – 2                                                                          | Spagna under 21                                                                | Amichevole                                                                     | -                                                                              |                                                                                |
| 5-2-2008                                                                       | Benidorm                                                                       | Spagna under 21                                                                | 2 – 0                                                                          | Francia under 21                                                               | Amichevole                                                                     | -                                                                              | 46’                                                                            |
| 31-3-2009                                                                      | Orihuela                                                                       | Spagna under 21                                                                | 0 – 0                                                                          | Svezia under 21                                                                | Amichevole                                                                     | -                                                                              |                                                                                |
| 15-6-2009                                                                      | Göteborg                                                                       | Spagna under 21                                                                | 1 – 1                                                                          | Germania under 21                                                              | Europeo Under-21 2009 - 1º turno                                               | -                                                                              |                                                                                |
| Totale                                                                         |                                                                                | Presenze                                                                       | 4                                                                              |                                                                                | Reti                                                                           | 0                                                                              |                                                                                |

## Palmarès

### Club
- Coppa di Spagna: 2

Espanyol:2005-2006
Siviglia:2009-2010